# Dăișoara
Dăișoara – wieś w Rumunii, w okręgu Braszów, w gminie Ungra. W 2011 roku liczyła 760 mieszkańców.